# Máriaremete
Máriaremete ([ˈmaːɾiɒɾɛmɛtɛ]) est un quartier de Budapest situé dans le 2e arrondissement, à la frontière avec Remeteszőlős. 

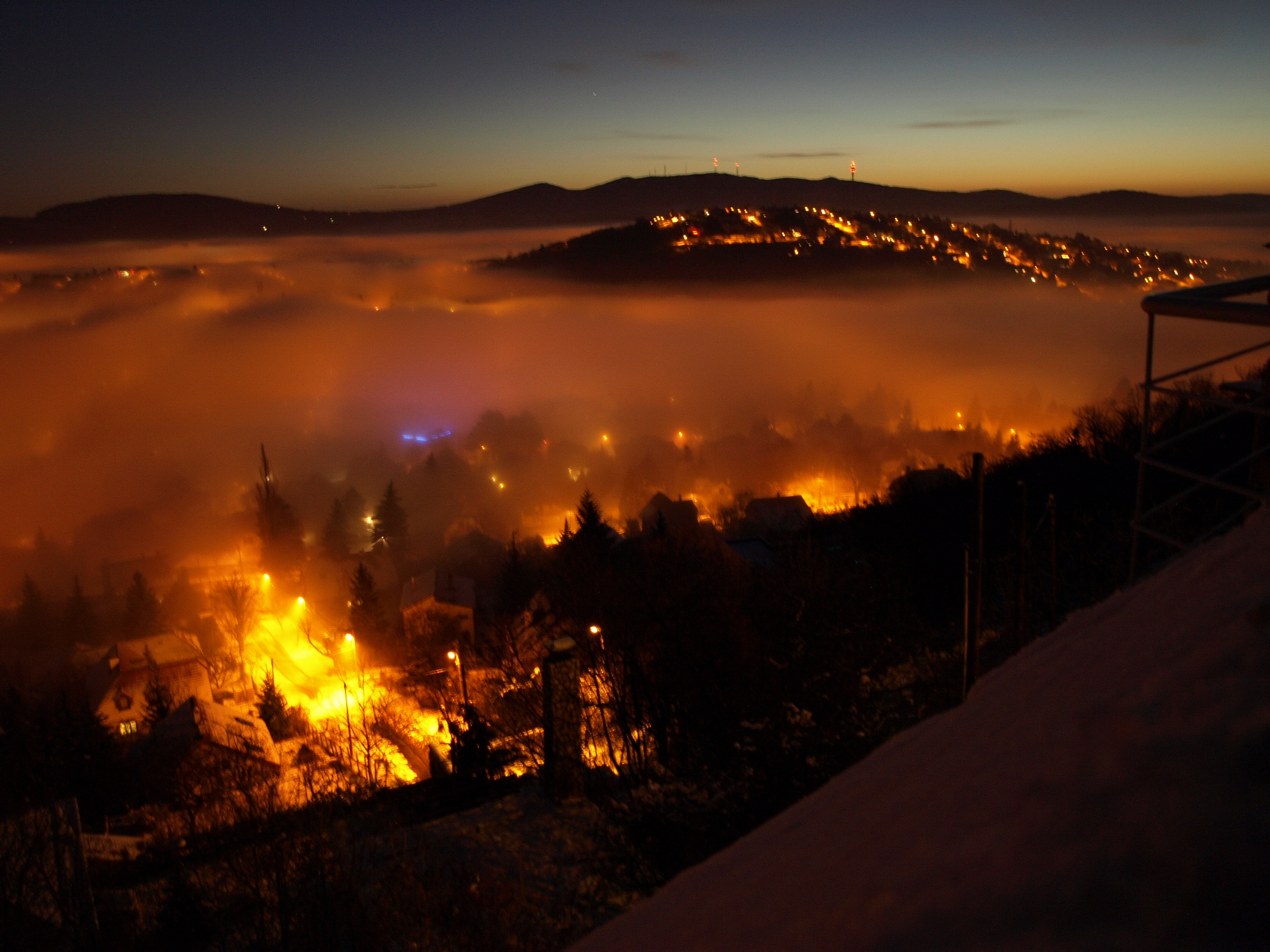
Máriaremete dans le brouillard du soir.